# 崔如岳
崔如岳（？—？），字宗五，號雪峰。直隶获鹿人。清朝学者。

## 生平
康熙十四年（1675年）乙卯科举人。康熙十八年（1679年）己未，召试博学鸿词，取二等十三名，授翰林院检讨。工诗。